# Mini PCI

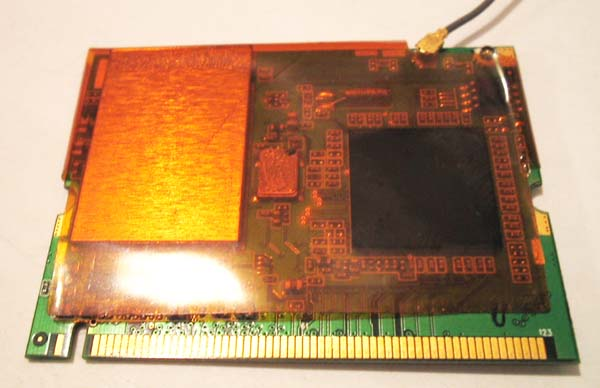
Mini PCI Wi-Fi карта (тип IIIB)

Mini PCI — стандарт для подключения периферийных устройств к материнской плате. Это адаптация шины PCI. Он разработан для ноутбуков и прочих миниатюрных компьютерных устройств.

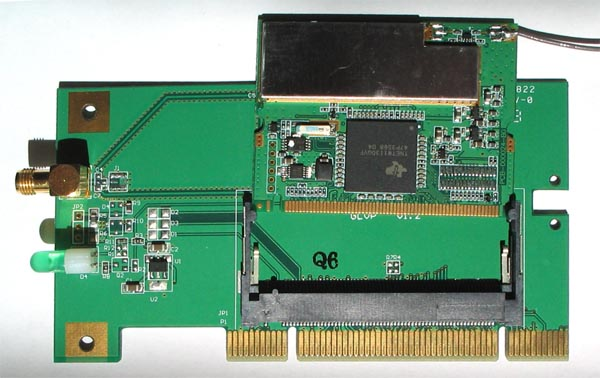
Переходник PCI Mini PCI (тип III)

Существует три форм-фактора: Type I, Type II, и Type III.
| Тип  | Разъем            | Размер                |
| ---- | ----------------- | --------------------- |
| IA   | 100-Pin Stacking  | 7.5 × 70 × 45 мм      |
| IB   | 100-Pin Stacking  | 5.5 × 70 × 45 мм      |
| IIA  | 100-Pin Stacking  | 17.44 × 70 × 45 мм    |
| IIB  | 100-Pin Stacking  | 5.5 × 78 × 45 мм      |
| IIIA | 124-Pin Card Edge | 2.4 × 59.6 × 50.95 мм |
| IIIB | 124-Pin Card Edge | 2.4 × 59.6 × 44.6 мм  |

Как функциональный эквивалент PCI версии 2.2, это 32-битная 33МГц шина с напряжением 3.3В и поддержкой DMA и bus mastering.